# Пенас, Ана Мария
Ана Мария Пенас Бальчада (исп. Ana María Penas Balchada; 21 декабря 1971, Понтеведра) — испанская гребчиха-байдарочница, выступала за сборную Испании в период 1992—2001 годов. Участница трёх летних Олимпийских игр, серебряная и бронзовая призёрша чемпионатов мира и Европы, победительница многих регат национального и международного значения.

## Биография
Ана Мария Пенас родилась 21 декабря 1971 года в городе Понтеведра. Активно заниматься греблей на байдарках начала с раннего детства, проходила подготовку в местном спортивном клубе «Наваль».
Благодаря череде удачных выступлений удостоилась права защищать честь страны на домашних летних Олимпийских играх 1992 года в Барселоне — в четвёрках на пятистах метрах сумела дойти лишь до стадии полуфиналов, где финишировала четвёртой. Четыре года спустя отобралась на Олимпийские игры в Атланте — в полукилометровой программе байдарок-четвёрок успешно добралась до финала и разместилась в итоговом протоколе на шестой строке, немного не дотянув до призовых позиций.
Первого серьёзного успеха на взрослом международном уровне Пенас добилась в 1997 году, когда попала в основной состав испанской национальной сборной и побывала на возобновлённом чемпионате Европы в болгарском Пловдиве, где дважды поднималась на пьедестал почёта, получив серебряную и бронзовую медали в зачёте четырёхместных байдарок на дистанциях 200 и 500 метров соответственно. Также в этом сезоне выступила на чемпионате мира в канадском Дартмуте, откуда привезла награду бронзового достоинства, выигранную среди четырёхместных экипажей на пятистах метрах. Год спустя на мировом первенстве в венгерском Сегеде снова взяла в этой дисциплине бронзу. На европейском первенстве 1999 года в хорватском Загребе добавила в послужной список ещё одну бронзовую медаль в четвёрках на пятистах метрах.
В 2000 году на чемпионате Европы в польской Познани Пенас дважды поднималась на пьедестал почёта, стала бронзовой призёршей в таких дисциплинах как К-4 200 м и К-4 500 м. Будучи в числе лидеров гребной команды Испании, благополучно прошла квалификацию на Олимпийские игры в Сиднее — в четвёрках на пятистах метрах заняла в финальном заезде восьмое место.
После сиднейской Олимпиады Ана Мария Пенас ещё в течение некоторого времени оставалась в основном составе испанской национальной сборной и продолжала принимать участие в крупнейших международных регатах. Так, в 2001 году она выступила на европейском первенстве в Милане, где в четвёрках стала серебряной призёркой на двухстах метрах и бронзовой призёркой на пятистах метрах. Кроме того, тех же результатов добилась на мировом первенстве в Познани, получив серебро и бронзу в тех же дисциплинах. Вскоре по окончании этих соревнований приняла решение завершить карьеру профессиональной спортсменки, уступив место в сборной молодым испанским гребчихам.